# Richard Hofmann
Richard Hofmann (ur. 8 lutego 1906 w Meerane, zm. 5 maja 1983 we Freitalu) – „Król Ryszard” – piłkarz niemiecki, środkowy napastnik. Karierę międzynarodową rozpoczął 2 października 1927 w Kopenhadze przegranym 1:3 meczem z Danią. Richard Hofmann dysponował dużą siłą i kondycją, wyróżniał się też pomysłowością w grze oraz siłą uderzenia. Podczas Igrzysk Olimpijskich w 1928 strzelił trzy bramki Szwajcarii, jednak w meczu z Urugwajem został usunięty z boiska, za co Niemiecka Federacja Piłki Nożnej ukarała go roczną dyskwalifikacją. Był zawodnikiem SpVgg Meerane 07 i Dresdner SC.